# Kurt Kärnbach
Kurt Kärnbach (* 8. April 1877 in Wittenberg; † 26. Oktober 1914 in Bromberg, Ostpreußen) war ein deutscher Tierarzt.

## Leben
Kurt Kärnbach hat 1896 am Gymnasium seiner Heimatstadt die Maturitätsprüfung abgelegt. Danach studierte er Tiermedizin von 1896 bis 1899 an der Berliner Tierärztlichen Hochschule, nach anderen Quellen an der Tierärztlichen Hochschule Dresden, wo er Mitglied des Corps Albingia Dresden wurde.
Nach Promotion zum Dr. med. vet. und Habilitation wurde er zum ordentlichen Professor und Direktor der Poliklinik für große Haustiere der Königlichen Tierärztlichen Hochschule zu Berlin berufen. Seine Forschungsschwerpunkte waren Hufkunde und Krankheiten des Pferdes. Er war Stabs- und Regimentsveterinär des Reserve-Dragoner-Regiments Nr. 1.
Kurt Kärnbach starb kurz nach Beginn des Ersten Weltkriegs „den Tod fürs Vaterland“ im Militärlazarett zu Bromberg in Ostpreußen, wo er im Alter von 37 Jahren dem Typhus erlag. Beigesetzt wurde er auf dem Friedhof III der Jerusalems- und Neuen Kirche vor dem Halleschen Tor in Berlin. Die Grabwand in Gestalt einer Ädikula ist erhalten, die Gitter, die das Grabfeld einst umgaben, sind jedoch verloren gegangen.

## Schriften
- Zur pathologischen Anatomie der Hufgelenkschale des Pferdes, 1900
- Die Neubildungen der Nasenhöhle und der Nasennebenhöhlen des Pferdes, 1909
- Die Diätetik und ihre Bedeutung für die Krankheiten des Pferdes, 1912